# Henryk Górecki
Henryk Mikołaj Górecki, född den 6 december 1933 i Czernica, nära Rybnik, i Schlesien (ingående i nuvarande Śląsk), död den 12 november 2010 i Katowice, var en polsk tonsättare, far till kompositören Mikołaj Górecki.
Górecki räknas som en av Polens ledande efterkrigstonsättare tillsammans med Witold Lutosławski, Krzysztof Penderecki och Andrzej Panufnik. Han är mest känd för sin relativt lättillgängliga tredje symfoni, Symfonią pieśni żałosnych (Symfoni av sorgesamma sånger), komponerad 1976, som blev en stor försäljningsframgång på skiva, men i Västeuropa inte förrän 1992.

## Viktiga verk

### Symfonier
- Symfoni nr 1 1959 för stråkorkester och slagverk, op. 14 (1959)
- Symfoni nr 2 Kopernikowska för sopran och baryton, blandad kör och orkester, op. 31 (1972)
- Symfoni nr 3 Symfonia pieśni żałosnych för sopran och orkester, op. 36 (1976)
- Symfoni nr 4 Tansman Episodes, op. 85 (2006–09), fullbordad av tonsättarens son Mikołaj Górecki

### Övrig orkstermusik
- Choros I för stråkorkester, op. 20 (1964)
- Canticum Graduum för stor orkester, op. 27 (1969)
- Cembalo/pianokonsert, op. 40 (1980)

### Kammarmusik
- Sonat för två violiner, op. 10 (1957)
- Genesis I – Elementi för stråktrio, op. 19 nr 1 (1962)
- Genesis II – Canti strumentali för 15 musiker, op. 19 nr 2 (1962)
- Genesis III – Monodramma för sopran, slagverk och 6 kontrabasar, op. 19 nr 3 (1963)
- Tre stycken i gammal stil för stråkorkester (1963)
- Musiquette 1 för två trumpeter och gitarr, op. 22 (1967)
- Musiquette 2 för fyra trumpeter, fyra tromboner, två pianon och slagverk, op. 23 (1967)
- Musiquette 3 för violaensemble, op. 25 (1967)
- Musiquette 4 för trombon, klarinett, cello och piano, op. 28 (1970)
- Lerchenmusik för klarinett, cello och piano, op. 53 (1986)
- Stråkkvartett nr 1 Already it is Dusk, op. 62 (1988)
- Stråkkvartett nr 2 Quasi una fantasia, op. 64 (1990–91)
- Stråkkvartett nr 3 ... songs are sung, op. 67 (1995)
- Kleines Requiem für eine Polka för piano och 13 instrument, op. 66 (1993)
- Dla Jasiunia för violin och piano, op. 79 (2003)

### Körverk
- Ad matrem för sopran, blandad kör och orkester, op. 29 (1971)
- Beatus vir för baryton, blandad kör och stor orkester, op. 38 (1979)
- Miserere för blandad kör a cappella, op. 44 (1981, rev. 1987)
- Totus tuus för blandad kör a cappella, op. 60 (1987)